# 卡尔菲盖拉瀑布
卡尔菲盖拉瀑布（法語：Cascades de Karfiguéla）又称邦福拉瀑布（Banfora Cascades）、塔格巴拉杜古瀑布（Tagbaladougou Falls，又译塔巴拉杜固瀑布），是布基纳法索西南科莫埃河上游的数个瀑布的统称。这几个瀑布均位于布基纳法索邦福拉西北约12公里处，是该国最重要的旅游景点之一。该国的瀑布大区即得名自此瀑布。瀑布的水流在六月至九月间的雨季达到峰值。

## 图集

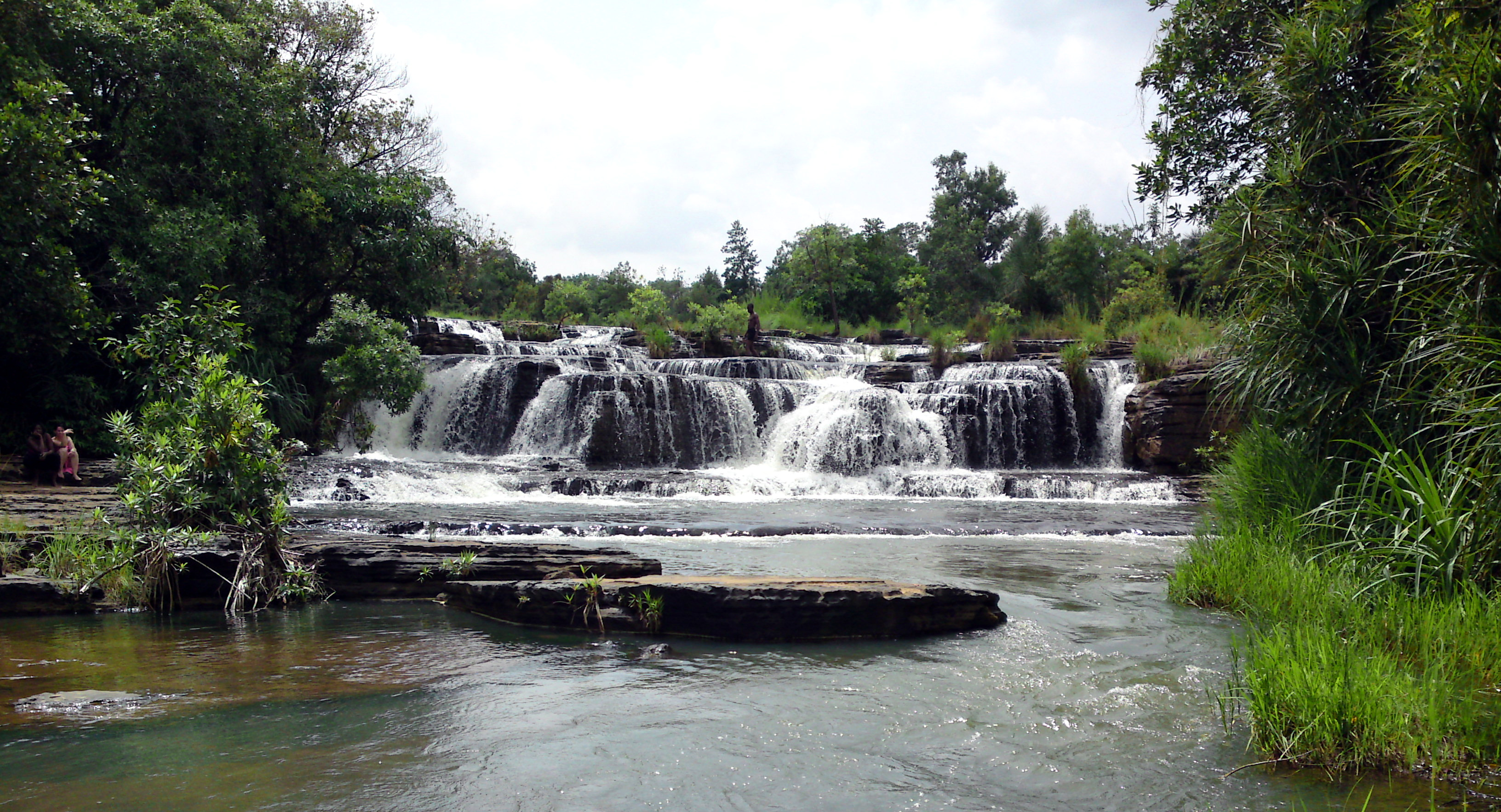
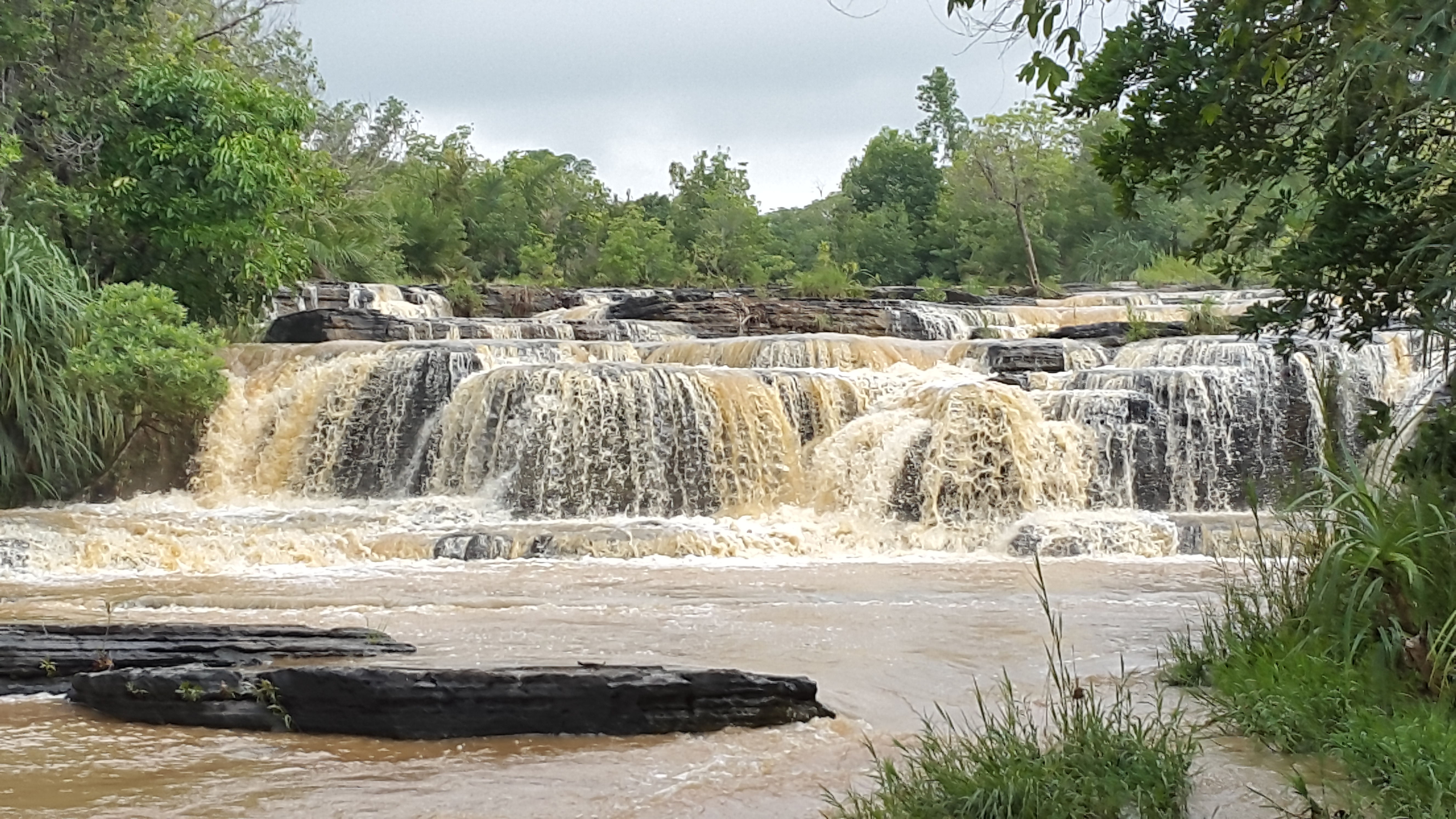
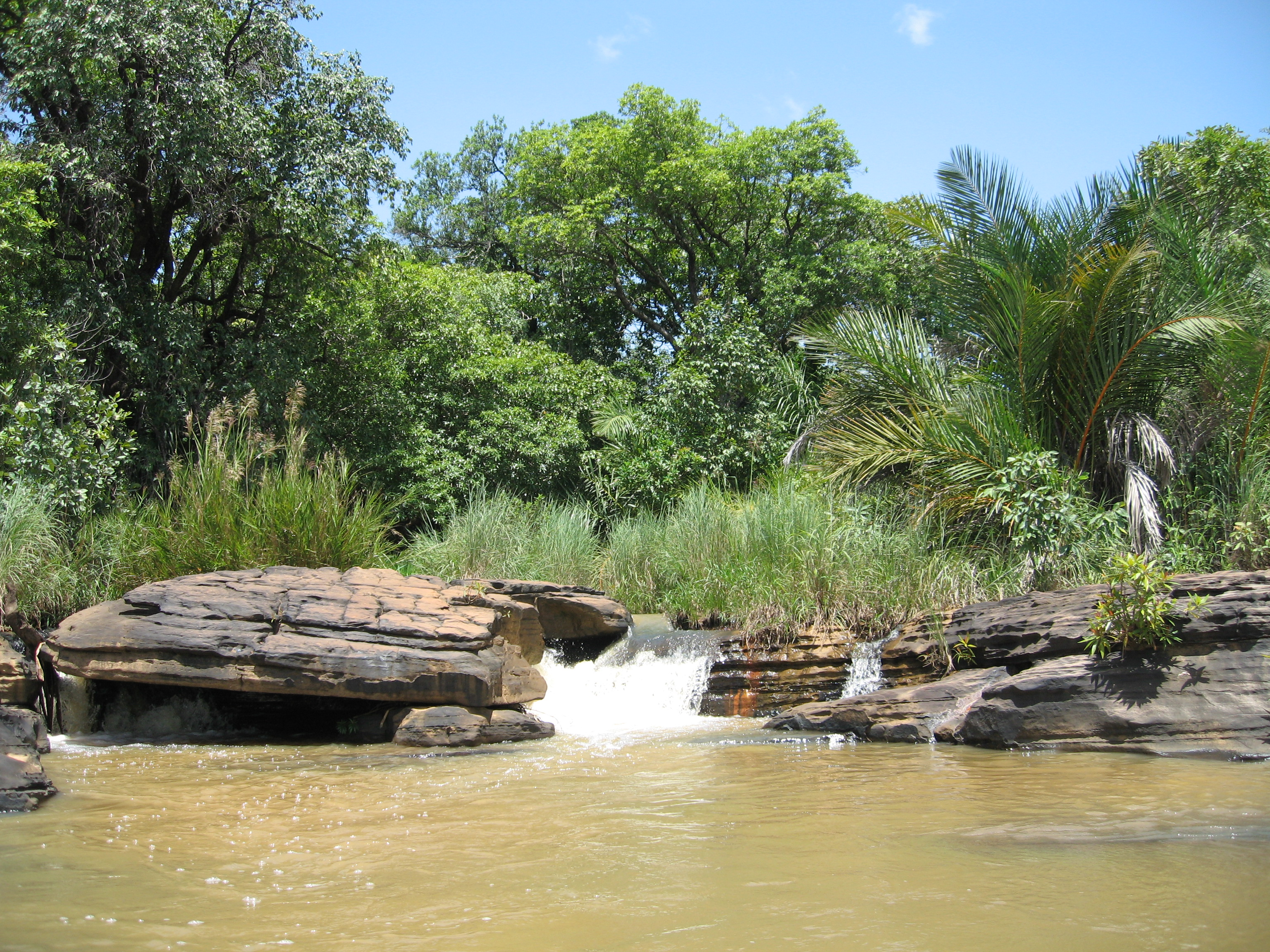
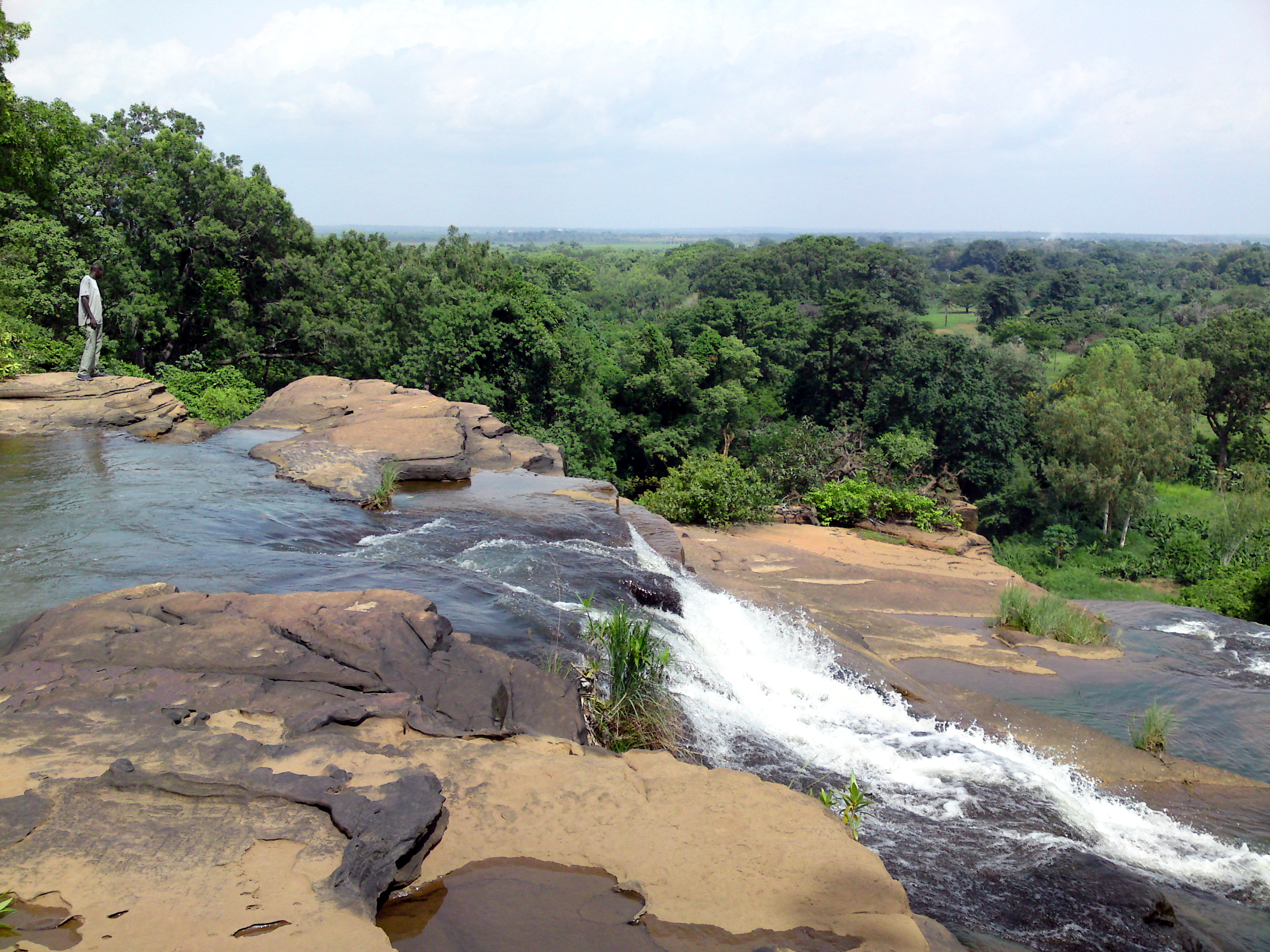
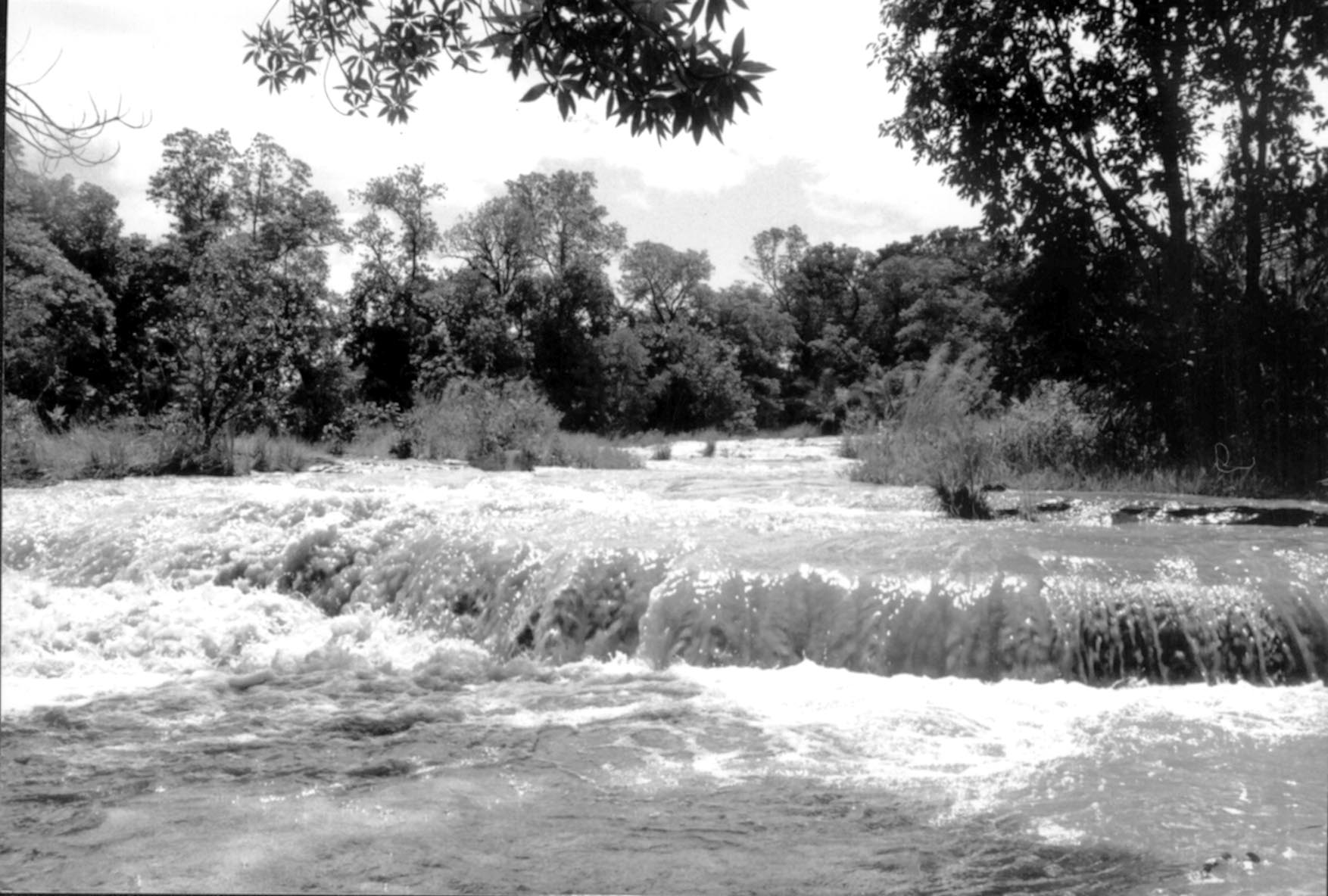
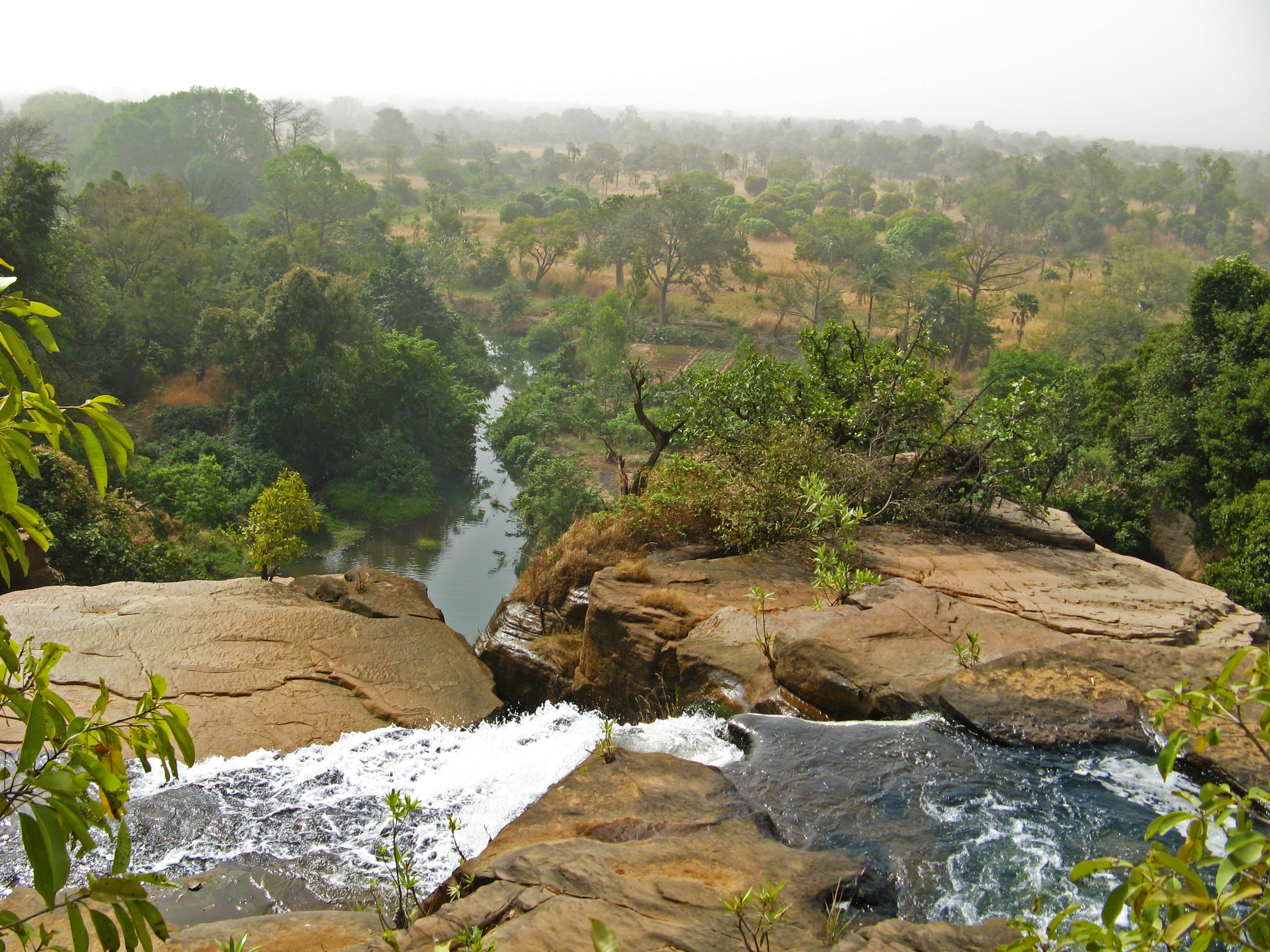
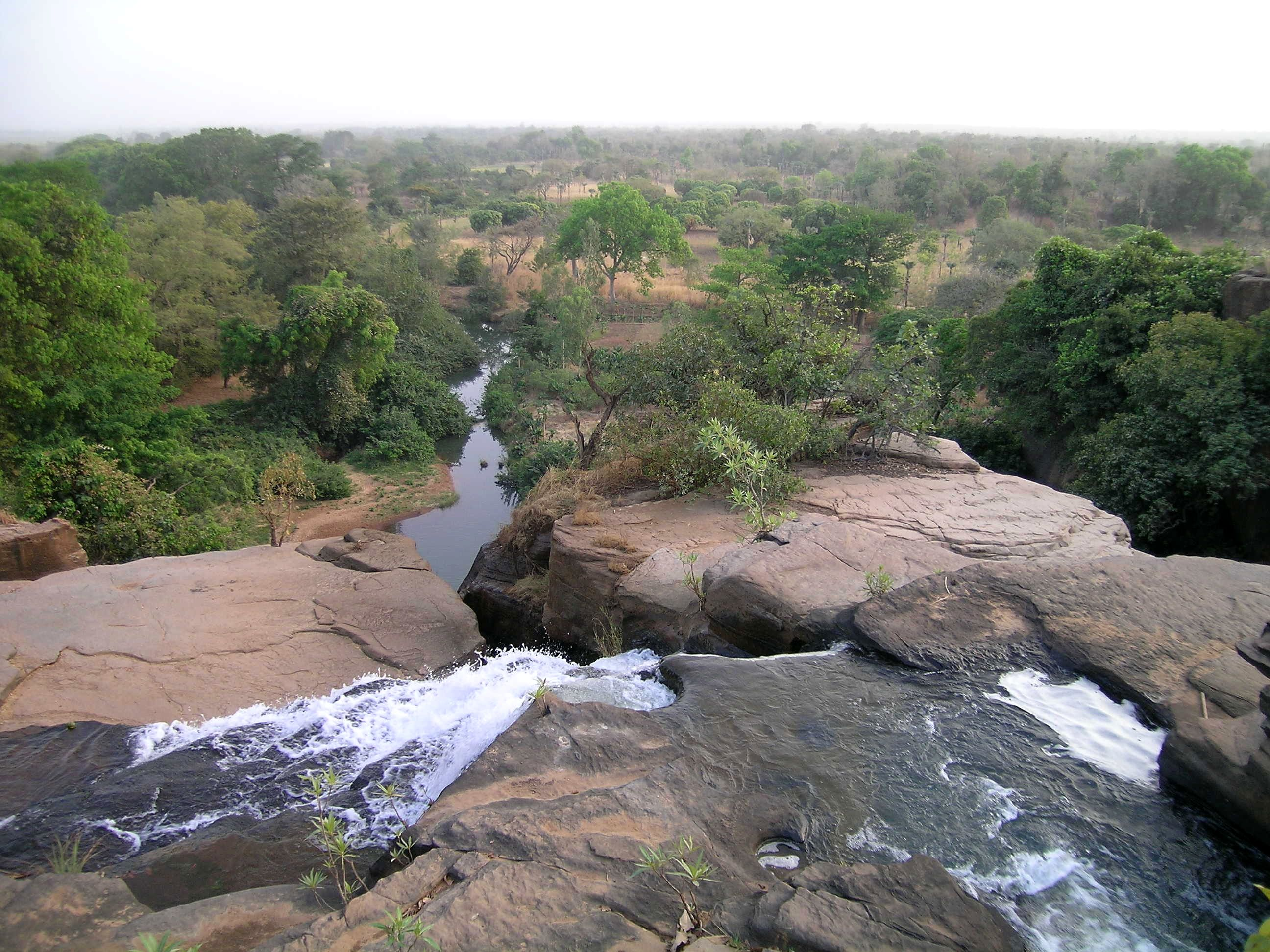
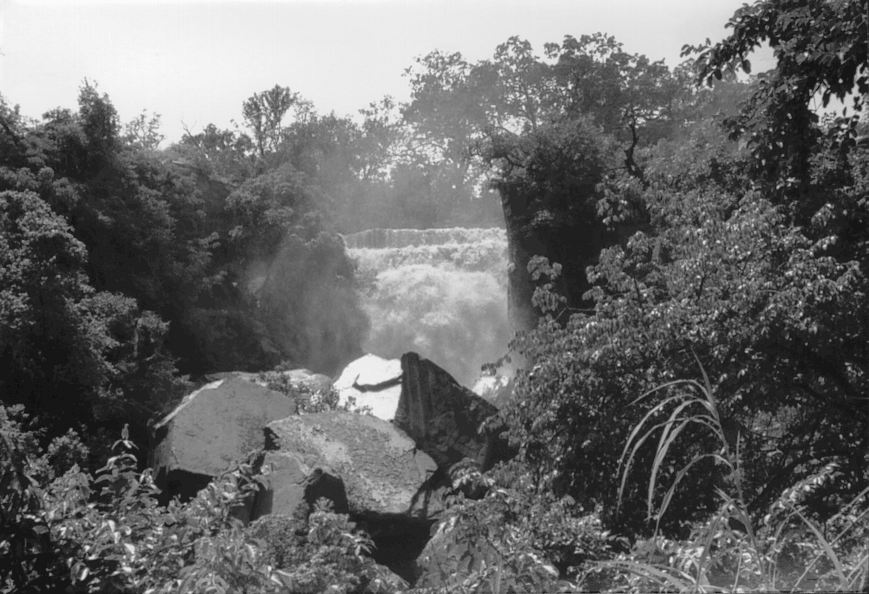
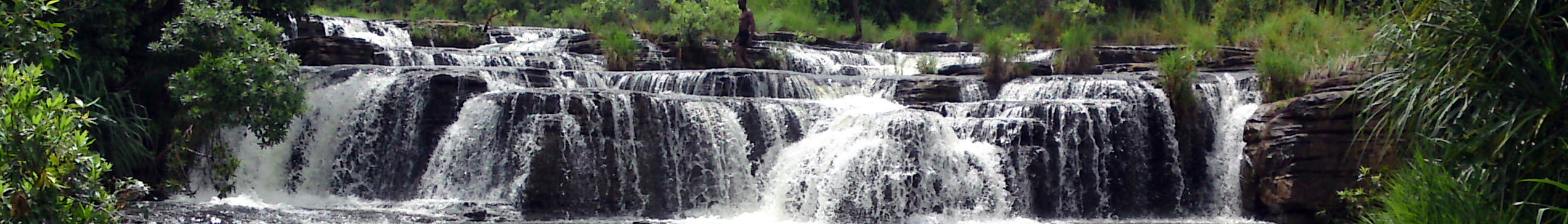